# Паралельний слалом (гірськолижний спорт)
Паралельний слалом — змагання із слалому в гірськолижному спорті, коли на трасі змагаються декілька спортсменів.
Для паралельного слалома гірськолижна траса поділяється на дві або більше частин, так щоб вони мали як можна однаковий профіль і довжину по всій трасі спуску. Такі ж вимоги і до постановки трас, конфігурації поверхні, підготовки снігового покриву.
Спортсмени стартують одночасно, їм надається дві спроби. На другій спробі учасники міняються трасами. До наступного кола змагань виходить той гірськолижний, який показав кращий результат за двома спусками.
Траса для паралельного слалому повинна мати перепад висот у межах 80-100 м, кількість воріт на трасі не більше 20. Відстань між поворотними прапорцями для різних трас має бути не менше 6 м.